# Daomu Biji
Daomu Biji / «Даому Бицзи» (кит. 盗墓笔记, пиньинь: Dàomù Bǐjì), также известная как «Записки расхитителя гробниц», «Хроники расхитителей гробниц» или «Затерянная гробница» — серия китайских романов, написанных Сюй Лэем под псевдонимом Наньпай Саньшу (南派三叔). В ней повествуется о приключениях У Се, человека, семья которого веками занималась расхитительством гробниц. Серия романов «Daomu Biji» была впервые опубликована в июле 2006 года на китайском сайте Shanda Literature Qidian. В печатном виде серия произведений «Daomu Biji» публиковалась с 2007 по 2011 год издательствами China Friendship Publishing House, Times Literature and Art и Shanghai Culture Publishing House. Она быстро завоевала популярность, став одной из самых читаемых в Китае с тиражом более 20 миллионов экземпляров.

## Составные части цикла романов «Daomu Biji»
В серию «Daomu Biji» входит следующие восемь книг: 
- «Дворец семи звезд Лу Шан Вана» (кит. 七星鲁王宫)
- «Подводная гробница. Гнев моря» (кит. 怒海潜沙)
- «Священное дерево Циньлина» (кит. 秦岭神树)
- «Небесный дворец, парящий над облаками» (кит. 云顶天宫)
- «Город-призрак Змеиного болота» (кит. 蛇沼鬼城)
- «Возвращение к тайнам морских глубин» (кит. 谜海归巢)
- «Древний терем внутри горы» (кит. 阴山古楼)
- «Каменный силуэт Цюньлуна» (кит. 邛笼石影)
- «Великое завершение» (кит. 大结局).

Серия романов «Daomu Biji» имеет три продолжения: «Zang Hai Hua» (кит. 藏海花, «Тибетский морской цветок»), «Sha Hai» (кит. 沙海, «Песчаное море») и «Reboot: Thunder at the Distant Sea» (кит. 重启之极海听雷, «Перезагрузка: Гром над дальним морем»), которые развивают сюжетную линию главного героя-рассказчика. Первые два остались незаконченными на момент ухода автора из литературы в 2013 году, однако в 2019 году он вернулся к написанию и начал публиковать «Reboot».
Книги цикла «Daomu Biji» переведены на английский, тайский, вьетнамский и другие языки.
Официальный коммерческий перевод на русский язык отсутствует; в русскоязычной среде существуют только любительские переводы, распространяемые в интернете.

## Синопсис
История начинается в 1952 году, когда группа расхитителей гробниц из Чанши под предводительством У Лаогоу — деда главного героя — находит в гробнице эпохи Сражающихся царств древние манускрипты на шёлке. Эти документы содержат сведения о местоположении загадочных захоронений и сокровищ. Спустя пятьдесят лет молодой антиквар У Се, потомок уважаемой семьи, находит записки своего деда и решает разгадать зашифрованные тайны древних рукописей на шёлке.
У Се, движимый любопытством и стремлением увидеть настоящий мир, присоединяется к экспедиции, организованной его третьим дядей У Саньсином и опытными расхитителями гробниц. Вместе они отправляются в затерянный дворец мифического царя Лу. В этом опасном путешествии он знакомится с молчаливым воином Чжан Цилином по прозвищу Тоскливый Брат и весёлым, верным товарищем Ван Панцзы по прозвищу Толстяк. Самого У Се в команде прозывают Наивняшкой, что отражает первоначальное отношение У Се к миру расхитителей гробниц, а всех троих неразлучных друзей прозвали Железным Треугольником.  
В эту группу искателей приключений попадает А Нин — опытная наёмница и расхитительница гробниц, чьи мотивы остаются неясными, но которые, как кажется, ставят её в противостояние с главными героями. Её связь с авантюристом Цю Дэкао, известным как Генри Кокс ещё со времен активности старшего поколения клана расхитителей гробниц «Старые девять врат Чанша», добавляет интригу и напряжённость.
В ходе первой экспедиции в гробницу царя Лу команда находит таинственный артефакт — бронзовую Змеебровую рыбку, которая по легенде служит печатью для вызова армии воинов-призраков, а на самом деле являляется одним из ключей к Бронзовым вратам Дунся, спрятанными в горах Чанбайьшань. Одновременно всплывают странные подробности, касающиеся истории рода У Се и загадочной деятельности его третьего дяди, который, как оказывается, многое утаивает. Эти открытия становятся лишь началом череды всё более глубоких и опасных расследований. За разгадками и уликами следуют новые экспедиции в другие древние гробницы, каждая из которых приносит новые загадки и опасности.
Со временем ключевую роль в приключениях У Се благодаря своим связям и умениям начинает играть Се Юйчэнь — нынешний глава семьи Се, друг детства У Се, искусный воин и преемник древних традиций, из-за своей миловидной внешности и яркой одежды получивший прозвище Цветочек. Важное место занимает и Хо Сюсю — яркая, волевая женщина, чья история тесно переплетается с судьбой главных героев и приключениями в экспедициях У Се. Помимо них, в команду У Се включён Хэй Сяцзы по прозвищу Чёрные Очки — наёмник с таинственным прошлым и исключительными навыками, считающийся одним из самых компетентных расхитителей гробниц.
По мере продвижения по гробницам У Се сталкивается с множеством ловушек, древних тайн, а также мистических явлений, выходящих за рамки его прежнего миропонимания. Он начинает осознавать, что за его семьёй стоит многослойная, глубокая история, тесно переплетённая с тайным братством «Мистическая девятка» («Старые девять врат Чанша»). Когда его третий дядя исчезает при загадочных обстоятельствах, У Се не отступает. Он решает довести начатое до конца и отправляется на поиски истины, постепенно превращаясь из наивного юноши в опытного исследователя древностей, втянутого в цепь опасных и масштабных приключений, о которых мир не должен узнать.

## Экранизации и адаптации
Примечание: список может быть неполным.
Популярность цикла романов «Записки расхитителя гробниц» привела к созданию многочисленных адаптаций:

### Фильмы
- 2016 - Налётчики во времени
- 2022 - Таинственная девятка: Зеленые горы и бегония (MDL)
- 2023 - Затерянная гробница: Город проклятого песка (IMDb)
- 2023 - Затерянная гробница: Древний храм Чёрного Золота (MDL)

### Телесериалы
- 2015 — Затерянная гробница (основной сериал, адаптация первых книг цикла романов «Записки расхитителя гробниц»)
- 2016 — Таинственная девятка (англ) (приквел основного сериала, действие которого разворачивается примерно за 70-80 лет до начала событий основной серии)
- 2018 — Песчаное море (сиквел-наследник и спин-офф основного сериала, действие которого разворачивается спустя 10 лет после финала основной истории)
- 2019 — Затерянная гробница 2: Гнев моря (кит.) (сиквел основного сериала)
- 2021 — Затерянная гробница 2: Небесный дворец над облаками (MDL) (мидквел основного сериала)
- 2020 — Затерянная гробница 3: Последние хроники (англ.) (триквел основного сериала)
- 2020 — Затерянная гробница: Перезагрузка (кит.) (сиквел-наследник основного сериала, действие которого разворачивается спустя 11 лет после финала основной истории)

### Дополнительные экранизации (веб-фильмовые спин-оффы)
Дополнительная глава к дораме «Таинственная девятка», вышедшая под названием «Таинственная девятка: Иная история», объединяет четыре веб-фильма, не связанных между собой по сюжету:
- 2016 — Таинственная девятка: Цветы, что распускаются в феврале
- 2016 — Таинственная девятка: Сливовый тигр /  (MDL)
- 2016 — Таинственная девятка: Смертельные деревья Ганга (MDL)
- 2016 — Таинственная девятка: Чэнь Пи против Хуан Куя (MDL)

Дополнительная глава к дораме «Песчаное море», также известная как «Рассказ о происшествиях в У Шань Цзюй», представляет собой серию самостоятельных историй:
- 2018 — Происшествие в У Шань Цзюй: Человек-моллюск (MDL)
- 2018 — Песчаное море: Странный портрет (MDL)
- 2019 — Песчаное море: Происшествие в У Шань Цзюй - Горящие кости (MDL)

Дополнительная глава к дораме «Затерянная гробница: Перезагрузка» объединяет несколько отдельных произведений:
- 2020 — Затерянная гробница: Перезагрузка: История демона Вутонга (MDL)
- 2021 — Затерянная гробница. Перезагрузка: Будда из змеиной кости (MDL)
- 2021 — Эхо Луны (MDL)
- 2022 — Перезагрузка: Бездна ложной гробницы (MDL)

### Анимация
- 2021 — Священное дерево Циньлин (кит.): анимированная адаптация первых частей цикла романов «Записки расхитителя гробниц».

### Комиксы
Маньхуа-адаптация, выпущенная в Китае, иллюстрирующая ключевые сцены из цикла романов «Записки расхитителя гробниц».

## Влияние и достижения
Серия приключенческих романов «Daomu Biji» оказала значительное влияние на китайскую поп-культуру, породив волну интереса к жанру приключенческой археологии и темам, связанным с расхитителями гробниц. Вместе с циклом произведений «Ghost Blows Out the Light» («Призрак гасит свет») она способствовала созданию нового литературного жанра, сочетающего элементы мистики, истории и приключений.
В ноябре 2016 года серия приключенческих романов «Daomu Biji» вошла в список «Top 10 китайских IP в онлайн-литературе» на церемонии вручения премий China Pan-Entertainment Index.
В июле 2017 года в рейтинге «Hurun Original Literature IP Value List 2017» (胡润原创文学IP价值榜), подготовленном совместно с платформой Maoyan, серия приключенческих романов «Daomu Biji» заняла второе место. Вокруг ИС «Daomu Biji» были созданы веб-сериалы, художественные фильмы, сценические постановки, видеоигры и другие продукты, что сделало франшизу одной из самых активно развиваемых в сфере пан-развлечений Китая. Популярность «Daomu Biji» привела к появлению многочисленных фан-клубов, тематических мероприятий и даже туристических маршрутов по местам, описанным в книгах.
В феврале 2025 года серия вошла в список «20 знаковых IP за десятилетие» на юбилейной церемонии Yuewen IP Awards 2024, приуроченной к 10-летию платформы Yuewen.